# Adromischus nanus
Adromischus nanus és una espècie de planta suculenta del gènere Adromischus, que pertany a la família Crassulaceae.

## Taxonomia
Adromischus nanus (N.E.Br.) Poelln. va ser descrit per Karl von Poellnitz i publicat a Desert Pl. Life (non Cotyledon nana N.E. Brown) x. 227 (1938).